# Língua dciriku
Gciriku, ou Dciriku (também Diriku, Dirico, Manyo ou Rumanyo), é uma língua banta falada por 305 mil pessoas ao longo do rio Cubango na Namíbia, Botsuana e Angola. 24 mil pessoas falam Gciriku em Angola, de acordo com Ethnologue. Foi conhecido pela primeira vez no oeste através dos Vagciriku, que migraram da área principal de Vamanyo e falavam Rugciriku, um dialeto de Rumanyo. O nome Gciriku (Dciriku, Diriku) continua comum na literatura, mas dentro da Namíbia o nome Rumanyo foi revivido. The Mbogedu dialect is extinct; Maho (2009) lists it as a distinct language, and notes that the names 'Manyo' and 'Rumanyo' are inappropriate for it.

## Dialetos
Os dialetos da língua são Gciriku, Shambyu, Mbogedu (extinto)

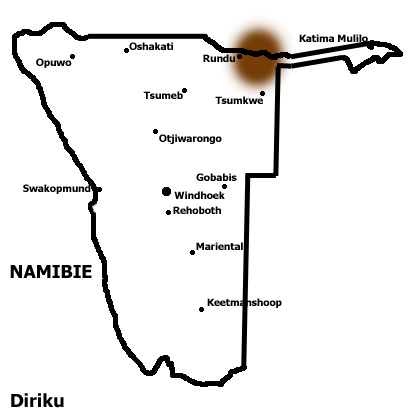
Cartão da Língua

É uma das várias línguas bantas do Okavango que apresenta consoantes de clique, como em diu ('cama'), diu ('flor') e diu ('tartaruga'). Esses cliques, dos quais há meia dúzia (c, gc, ch e nc e nch pré-nasalizados), são geralmente todos pronunciados com uma articulação clique dental, mas há uma ampla variação entre os falantes. Eles são especialmente comuns em nomes de lugares e em palavras para características da paisagem, refletindo suas fontes em Língua cói e !Ju, duas chamadas línguas coissãs. Muitas das palavras com cliques em Gciriku, incluindo aquelas no vocabulário nativo Bantu, são compartilhadas com Cuangali, Mbukushu e Fwe.

## Fonologia

### Consoantes
|                    |                          | Bilabial | Labio- dental | Dental | Alveolar | Pós-alveolar/ Palatal | Velar | Glotal |  |
| ------------------ | ------------------------ | -------- | ------------- | ------ | -------- | --------------------- | ----- | ------ |  |
| Cliques            | surda                    |          |               | ᵏǀ     | ᵏǀ       |                       |       |        |  |
| Cliques            | Sonora                   |          |               | ᶢǀ     |          |                       |       |        |  |
| Cliques            | Pré-nasalizada           |          |               | ᵑǀᵏ    |          |                       |       |        |  |
| Cliques            | Pré-nasalizada Sonora    |          |               | ᵑǀᶢ    |          |                       |       |        |  |
| Cliques            | Pré-nasalizada Aspírada  |          | ᵑǀʰ           |        |          |                       |       |        |  |
| Nasal              | Nasal                    | m        |               |        | n        | ɲ                     | ŋ}}   |        |  |
| Oclusiva/ Africada | Surda                    | p        |               | t̪ t}}  | t͡ʃ       | k                     |       |        |  |
| Oclusiva/ Africada | Sonora                   | b        |               | d}}    | d͡ʒ       | g                     |       |        |  |
| Oclusiva/ Africada | Pré-nasalizada ᵐpʰ       |          | ⁿt̪            | ⁿtʰ    | ᶮt͡ʃ      | ᵑkʰ                   |       |        |  |
| Oclusiva/ Africada | Pré-nasalizada Sonora ᵐb |          |               | ⁿd     | ᶮd͡ʒ      | ᵑɡ                    |       |        |  |
| Fricativa          | Surda                    |          | f}}           |        | s        | ʃ                     |       | h      |  |
| Fricativa          | Sonora                   | β        | v             |        | z        |                       | ɣ     |        |  |
| Fricativa          | Pré-nasalizada           |          | ᶬf            |        |          |                       |       |        |  |
| Fricativa          | Pré-nasalizada Sonora    |          | ᶬv            |        |          |                       |       |        |  |
| Vibrante           | Vibrante                 |          |               |        | r}}      |                       |       |        |  |
| Aproximante        | Aproximante              |          |               |        | l        | j                     | w     |        |  |

- Os sons de clique são principalmente dentais [ǀ], mas também podem ter vários pontos de articulação [ǁ], [ǃ]. * A maioria dos sons consonantais também são palatalizados [ʲ] ou labializados [ʷ], quando antes dos sons de deslizamento /j, w/. * /ɡ/ pode ser ouvido como uma fricativa [χ] em palavras emprestadas do africâner.[4]

### Vogais
|         | Anterior | Central | Posterior |
| ------- | -------- | ------- | --------- |
| Fechada | i        |         | u         |
| Medial  | ɛ        |         | ɔ         |
| Aberta  |          | ɑ       |           |

## Escrita
A língua usa o alfabeto latino sem as letras J Q X. Usam-se as formas Bh Dj Gh Ny Sh Th.

## Amostra de texto
Washa tuka oko ghuna kutunda, tuka oko ghuna kuyenda